# Глубокий сон (фильм, 1946)
«Глубокий сон» (или «Большой сон»; англ. The Big Sleep) — классический фильм-нуар Говарда Хоукса (1946) с одним из самых запутанных для этого жанра сюжетом и стремительным развитием действия. Среди других нуаров его выделяют свойственные фильмам Хоукса искромётные диалоги, зачастую с каламбурами и подтекстом. Экранизация одноимённого романа Рэймонда Чандлера (1939).

## Сюжет
Сюжет фильма довольно точно следует фабуле романа. Действие происходит в Лос-Анджелесе. Частного детектива Филипа Марлоу нанимает генерал Стернвуд. Он просит сыщика разобраться с шантажистом Артуром Гайгером, имеющим компромат на его дочь Кармен, которая злоупотребляет наркотиками и водится с тёмными личностями.
За время расследования происходит несколько убийств и раскрывается множество обманов. Все нити приводят Марлоу к телохранителю генерала Шону Ригану, который якобы сбежал из города с женой подпольного воротилы Эдди Марса. Хотя Марлоу неизменно пользуется успехом у женщин, включая Кармен, самого его влечёт другая дочь генерала, Вивиан, которая, кажется, не выносит его на дух…
В результате проведённого расследования Марлоу выясняет, что история с бегством жены и телохранителя — лишь прикрытие для тёмных делишек, которые проворачивает Марс. Подлинным убийцей является наркоманка и нимфоманка Кармен, которую Марлоу был нанят выгородить из дела. И чувство к Вивиан, и долг по отношению к генералу заставляют Марлоу «перевести стрелки» на Марса.

## В ролях
| Актёр             | Роль                               |
| ----------------- | ---------------------------------- |
| Хамфри Богарт     | Филип Марлоу                       |
| Лорен Бэколл      | Вивиан Ратлидж                     |
| Джон Риджли       | Эдди Марс                          |
| Марта Викерс      | Кармен Стернвуд                    |
| Дороти Мэлоун     | владелица книжного магазина «Акме» |
| Пегги Кнудсен     | Мона Марс                          |
| Реджис Туми       | инспектор Берни Олс                |
| Чарльз Уолдрон    | генерал Стернвуд                   |
| Боб Стил          | Лэш Канино                         |
| Элиша Кук-младший | Гарри Джонс                        |
| Луис Джин Хейдт   | Джо Броуди                         |

## Работа над фильмом
Съёмки проходили с 10 октября 1944 г. по 12 января 1945 г. Фильм демонстрировался для американских военнослужащих за океаном, но в широкий прокат в США не вышел. Студия отложила премьеру «Глубокого сна» в пользу завершённых военных фильмов; среди них был «Тайный агент» (Confidential Agent, 1945), также с Бэколл в главной роли. 16 ноября 1945 г., после того как за роль в «Тайном агенте» Бэколл была разгромлена критиками, её агент Чарльз К. Фельдман писал Джеку Уорнеру: «…если Бэколл удостоится аналогичных отзывов и критики за „Глубокий сон“ — а это определённо случится, если не будут сделаны изменения, — вы можете потерять одну из основных статей дохода. Хотя дополнительные сцены обойдутся всего лишь в $25,000 или $50,000, они, на мой взгляд, должны быть сняты, даже если цена поднимется до $250,000». Фельдман посоветовал Уорнеру «дать девушке минимум три-четыре дополнительные сцены с Богартом, имеющие дерзкий и провокационный характер, наподобие сцен в „Иметь и не иметь“ (1944)». Дополнительные сцены, например, в ресторане с двусмысленным диалогом о скачках на ипподроме, снимались начиная с 2 января 1946 г. В переработанной версии потребовалось удаление ряда сцен, проливающих свет на загадочные события фильма. В результате многое в фабульной части осталось необъяснённым (зачем надо было увозить из офиса вещи Гайгера, кто и зачем убил шофёра генерала, мотив убийства Джо Броуди и т. д.).
Запутанные сюжетные ходы ставили в тупик не только режиссёра, сценаристов, но и самого Чандлера, с которым пытались консультироваться создатели фильма. Кроме того, некоторые сюжетообразующие мотивы (сбыт порнографии Гайгером, его гомосексуальные связи, голая Кармен в его доме и т. п.) по цензурным требованиям того времени были смягчены до того, что перестали проливать свет на развитие действия. Хоукс вышел из положения, ускорив темп сцен и на редкость остроумных диалогов таким образом, чтобы у зрителя просто не оставалось времени задавать каверзные вопросы. «Великое искусство тут необязательно. Мне нужно движение», — направлял Хоукс своих сценаристов. Впоследствии режиссёр вспоминал: «Это был увлекательный фильм, и он имел успех у зрителей, хотя я так и не разобрался, кто там кого порешил. Когда меня спросили, кто убил того человека, чью машину выудили из реки, я ответил: „Не знаю. Спросим у Фолкнера“. Фолкнер тоже не знал, что ответить. Тогда я спросил Чандлера, и он сказал, что это дело рук дворецкого». По другой версии, даже сам Чандлер сказал: «Я не знаю».
В конце 1990-х гг. в Архиве кино и телевидения Калифорнийского университета была обнаружена допрокатная версия фильма 1945 г. Хью Хефнер организовал сбор средств на реставрацию. В 1997 г. допрокатная версия демонстрировалась в арт-хаусных кинотеатрах вместе с документальным фильмом, где проводился сравнительный анализ между оригинальным фильмом-нуар Хоукса и переработанным «звёздным фильмом». Хотя общая продолжительность допрокатной версии больше всего на две минуты, она содержит около 20 минут материала, вырезанного при пересъёмке.

## Признание и награды
«Глубокий сон» Говарда Хоукса — один из самых влиятельных детективов, когда-либо созданных в Голливуде, стоящий в одном ряду с «Мальтийским соколом» Джона Хьюстона.
- В 1997 году фильм был включён в Национальный реестр фильмов Библиотеки Конгресса США.
- Списки Американского института кино:
  - 100 лучших героев и злодеев — 32-е место (Филип Марлоу)
- В 1978 году роман Чандлера был переснят с Робертом Митчемом в главной роли.
- На Филипе Марлоу в исполнении Богарта основан образ главного героя фильма «Бегущий по лезвию», которого сыграл Харрисон Форд.
- Книгой Чандлера вдохновлялись братья Коэны при написании сценария фильма «Большой Лебовски» (1998)[5].